# Witte kalkstippelkorst
Witte kalkstippelkorst (Bagliettoa calciseda) is een korstmossoort uit de familie Verrucariaceae. Hij komt alleen voor op steen, vaak op harde kalksteen. De fotobiont is groene alg.

## Determinatie

### Uiterlijke kenmerken
Witte kalkstippelkorst is een korstvormig korstmos. Het thallus is vaak begrensd door een dun, zwart prothallus. Het oppervlak is krijtwit tot witachtig grijs, glad, dof, doorlopend, vaak met fijne barstjes die uitstralen vanuit de peritheciën verbinden. De peritheciën zijn talrijk, bolvormig, volledig verzonken en laten gaatje achter. De diameter is 0,2–0,3 mm. Het heeft geen kenmerkende kleurreacties.

### Microscopische kenmerken
De periphysen zijn 20–30 µm lang. De sporen zitten per acht in de ascus. De ascosporen zijn hyaliene, enkelvoudig, ellipsoïde, vaak vervormd, 18–25 × 9–13 µm.

### Gelijkende taxa
Witte kalkstippelkorst wordt vaak verward met zachte kalkstippelkorst (Verrucaria hochstetteri), die naast elkaar in dezelfde vegetatie kunnen voorkomen, maar veel grotere ascosporen heeft (29–35 × 16–20).

## Verspreiding
Het verspreidingsgebied van witte kalkstippelkorst strekt zich uit over Europa, Noord-Amerika, Australië en enkele Aziatische landen. In Nederland komt hij vrij zeldzaam voor. Hij is niet bedreigd en staat niet op de rode lijst.

## Fotogalerij

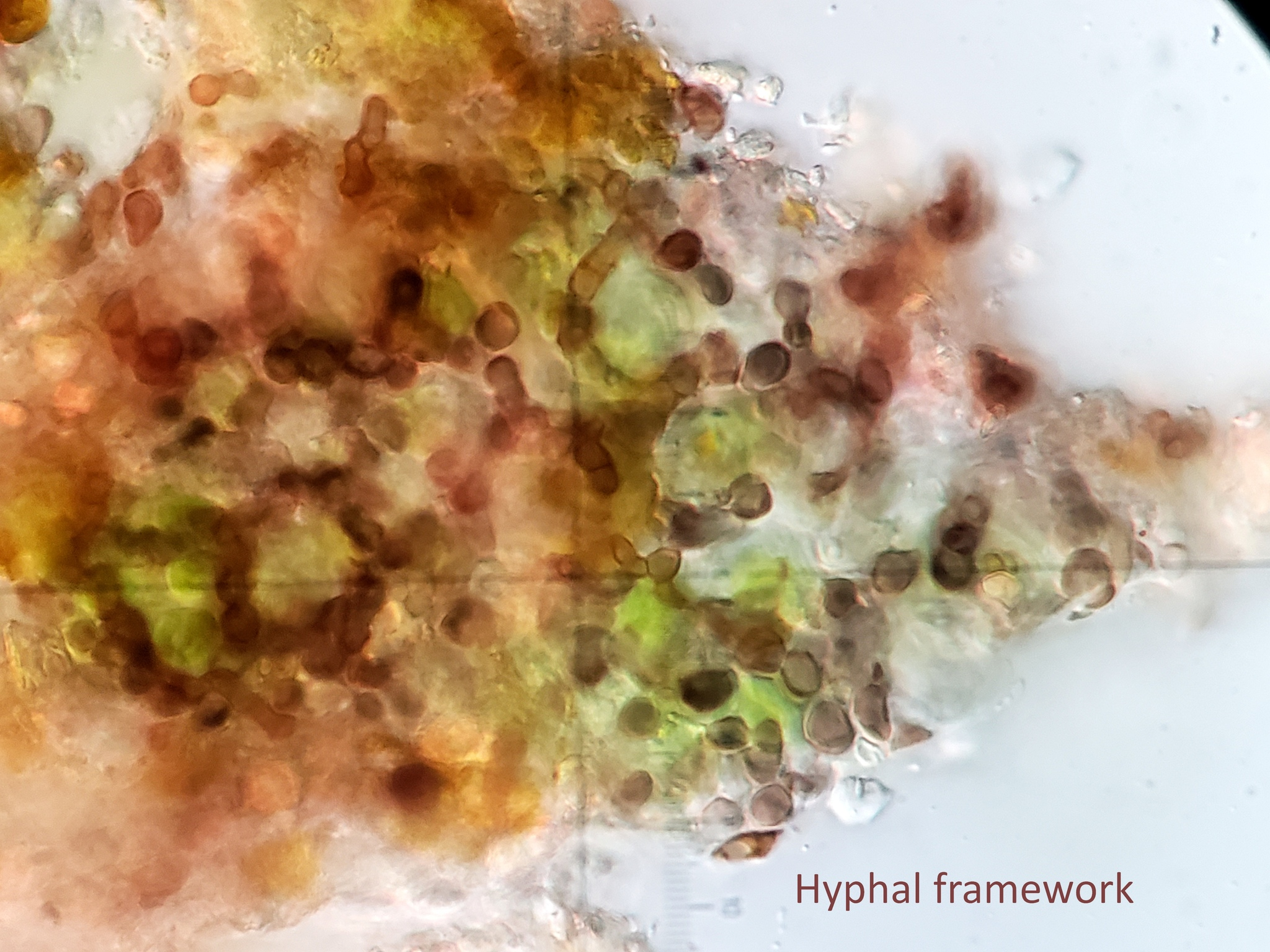
Sporen